# Aktionsbündnis muslimischer Frauen in Deutschland
Das Aktionsbündnis muslimischer Frauen in Deutschland e.V. (AmF) ist ein gemeinnütziger Verein und die größte verbands- und parteiunabhängige muslimische Frauenorganisation in Deutschland.

## Ziele
Das Aktionsbündnis ist eine Interessenvertretung muslimischer Frauen bei gleichstellungs- und integrationspolitischen Themen und verfolgt das Ziel, muslimische Frauen besser miteinander zu vernetzen und ihre strukturelle Benachteiligung – insbesondere im Bildungsbereich und beim Zugang zum Arbeitsmarkt – systematisch abzubauen. Dazu fördert das AmF politische Bildung und veröffentlicht Fachartikel und Materialien zu aktuellen politischen, rechtlichen und gesellschaftlichen Themen. Auf Nachfrage vermittelt das AmF Expertinnen als Ansprechpartnerinnen oder um Inputs zu Veranstaltungen zu geben. Darüber hinaus unterstützt der Verein (muslimische) Frauen dabei, besser für ihre Rechte einzustehen und sich zu empowern. Im Rahmen seiner Beratung in Diskriminierungsfällen ist das AmF als Beratungsstelle bei der Antidiskriminierungsstelle des Bundes gelistet. Die Beratung wird regelmäßig und vorwiegend von muslimischen Frauen in Anspruch genommen. Die erhobenen Daten erhalten anonymisiert Eingang in Statistiken.
Arbeitsgrundlage für alle Tätigkeiten des Vereins sind die geltende Rechtslage und sozialwissenschaftliche Erkenntnisse. Weiterhin sieht das AmF eine seiner Hauptaufgaben darin, das monolithische Bild „der Muslimin“ aufzubrechen und durch einen realistischen, differenzierteren Blick zu ersetzen.

## Geschichte
Das Aktionsbündnis wurde als gemeinnütziger Verein Ende 2009 aus dem bereits seit 2005 bestehenden Dialogforum muslimischer Frauen gegründet.
2010 trat das AmF dem Deutschen Frauenrat bei und wirkte seitdem aktiv in den Fachausschüssen „Flucht und Integration“ (2016–2017) und „Demokratie unter Druck“ (2019–2021) mit. 2018 stieß das AmF durch das Einreichen entsprechender Anträge eine klare Positionierung des Deutschen Frauenrats für die Aufhebung gesetzlicher Kopftuchverbote zur Sicherung der Gleichstellung auf dem Arbeitsmarkt und zur Unterstützung muslimischer Frauen und Mädchen zur Verwirklichung einer selbstbestimmten Lebenspraxis an.
In die Deutsche Islamkonferenz bringt sich das AmF seit Beginn ein. Das AmF war bei einer Podiumsdiskussion Anfang 2010 erstmals als Verein im Rahmen der DIK vertreten. Zunächst nahm die damalige Vorstandsvorsitzende Tuba Isik als Einzelperson an der Deutschen Islamkonferenz II (2010–2013) teil und vertrat die Interessen muslimischer Frauen in der Arbeitsgruppe „Geschlechtergerechtigkeit als gemeinsamen Wert leben“.  Seit 2018 ist das AmF als Verein als Teilnehmer bei der DIK dabei. Auch beim von der Bundesregierung ins Leben gerufenen Nationalen Aktionsplan Integration wirkt das AmF seit 2019 in Phase V zum Thema „Antidiskriminierung und Maßnahmen gegen Gruppenbezogene Menschenfeindlichkeit“ mit.
Die Stellungnahme, die das AmF 2011 für das Bundesverfassungsgericht zum Kopftuch im Schuldienst verfasste, fand Eingang in das 2015 ergangene Urteil, ebenso wie die 2015 verfasste Stellungnahme zum Kopftuch in der Kita ins Urteil im darauffolgenden Jahr und die 2017 verfasste Stellungnahme zum Kopftuch in der Justiz ins 2020 ergangene Urteil. Im Rahmen des Bündnis #Gegenberufsverbot setzte sich das AmF außerdem gegen das Berliner Neutralitätsgesetz ein.
Seit 2017 ist das AmF regelmäßig beim Wahlkompass Antidiskriminierung dabei, einem Projekt, das zu Bundes- und Landtagswahlen Wahlprüfsteine mit Fokus auf die Themenbereichen Gleichstellung und Antidiskriminierung erstellt. Das Projekt wird unter anderem vom Antidiskriminierungsverband Deutschland organisiert, einem Dachverband unabhängiger Antidiskriminierungsbüros und -beratungsstellen, bei dem das AmF ebenfalls Mitglied ist.
Neben den Tagungen und Veranstaltungen rund um das Thema Empowerment muslimischer Frauen und Geschlechtergerechtigkeit, werden dank eines wachsenden Netzwerks auch zunehmend Veranstaltungen gemeinsam mit anderen Organisationen durchgeführt wie beispielsweise die Tagung zum Thema „Islamischer Feminismus“, die 2016 in Kooperation mit der  Friedrich-Ebert-Stiftung stattfand. Seit 2020 beteiligt sich das AmF als Kooperationspartner bei der Gesprächsreihe „Frauen reden zu Tisch“, die von der Evangelischen Akademie zu Berlin organisiert wird und Frauen verschiedenster Hintergründe Raum bietet, sich zu feministischen Themen auszutauschen.
Im Rahmen des von der Robert Bosch Stiftung seit 2019 geförderten Projekts „Muslimische Frauen für mehr Teilhabe“ arbeitet das AmF daran, die gesellschaftliche Teilhabe von Frauen mit Diversitätsmerkmalen zu verbessern, insbesondere durch den Abbau von Zugangsbarrieren zum Arbeitsmarkt. Dazu werden zum einen Selbsthilfestrukturen gestärkt, zum anderen wird durch die gezielte Aufklärung über die Chancen und Vorteile von Diversität, Vernetzung und die Teilnahme am öffentlichen Diskurs ein besseres Verständnis für die Perspektive von Frauen mit Diversitätsmerkmalen geschaffen. Um diese Ziele zu erreichen, hat das AmF mehrere Workshops organisiert und Veranstaltungen zu Intersektionalität und Diversität durchgeführt. Weiterhin erscheint seit Mitte 2020 die Live-Talk-Reihe „Arbeit und Teilhabe“, in der mit wechselnden Gesprächspartnern verschiedene Aspekte eines diversen Arbeitsumfelds beleuchtet werden.
Um den neuen Anforderungen durch die Corona-Pandemie gewachsen zu sein und die Arbeit fortführen zu können, qualifizierte das AmF seine Ehrenamtlichen im Rahmen des 2020 von der Deutschen Stiftung für Engagement und Ehrenamt geförderten Projekts „Muslimisch gelesene Frauen digital stärken“.
Im Bereich der politischen Bildung führte das AmF im Jahr 2020, unterstützt durch den Förderfonds Demokratie mithilfe lokaler Kooperationspartner an verschiedenen Standorten in NRW, Workshops für Kinder durch, die über Grundrechte und die Funktionsweise der Demokratie informierten und empowerten.
Anlässlich der Bundestagswahl 2021 erhielt das AmF eine Förderung von der Deutschen Islamkonferenz und dem Bundesministerium des Innern, für Bau und Heimat, um mithilfe des Projekts „Jede Stimme zählt“ Muslime in ihrer politischen Mündigkeit zu stärken. Dazu informiert eine Online-Kampagne über die politische Struktur des Staates, Interviews mit an der Wahl beteiligten Personen (wie z. B. ein Wahlhelfer) geben Einblicke in ihre Tätigkeiten und die genauen Abläufe, und Workshops in kleinem Rahmen bieten Raum, um sich zum Thema Wahlen auszutauschen.

## Struktur
Das Aktionsbündnis muslimischer Frauen ist eine demokratisch gewachsene Vereinigung von muslimischen Frauen unterschiedlicher nationaler Herkunft und religiöser Facetten. Unter den Mitgliedern finden sich sowohl Frauen mit Verbandserfahrung und Initiatorinnen großer und kleiner eingetragener Vereine, als auch Frauen, die bisher in keiner anderen Gruppe tätig waren. Die Mehrheit der mehr als 500 Mitglieder lebt in NRW, wo auch der Hauptsitz liegt; das Aktionsbündnis agiert jedoch bundesweit. Geführt wird das AmF von einem siebenköpfigen Vorstand mit Doppelspitze. Die aktive Mitgliedschaft ist nur muslimischen Frauen möglich, andere natürliche und juristische Personen können jedoch Fördermitglied werden.
Das AmF ist mit verschiedenen muslimischen Frauenorganisationen und zivilgesellschaftlichen Organisationen vernetzt, sodass es in vielfältigen Bereichen agieren und die Interessen muslimischer Frauen sichtbar machen und vertreten können.